# Phelsuma ornata
Phelsuma ornata este o specie de șopârle din genul Phelsuma, familia Gekkonidae, descrisă de Samuel Frederick Gray în anul 1825. Conform Catalogue of Life specia Phelsuma ornata nu are subspecii cunoscute.

## Galerie

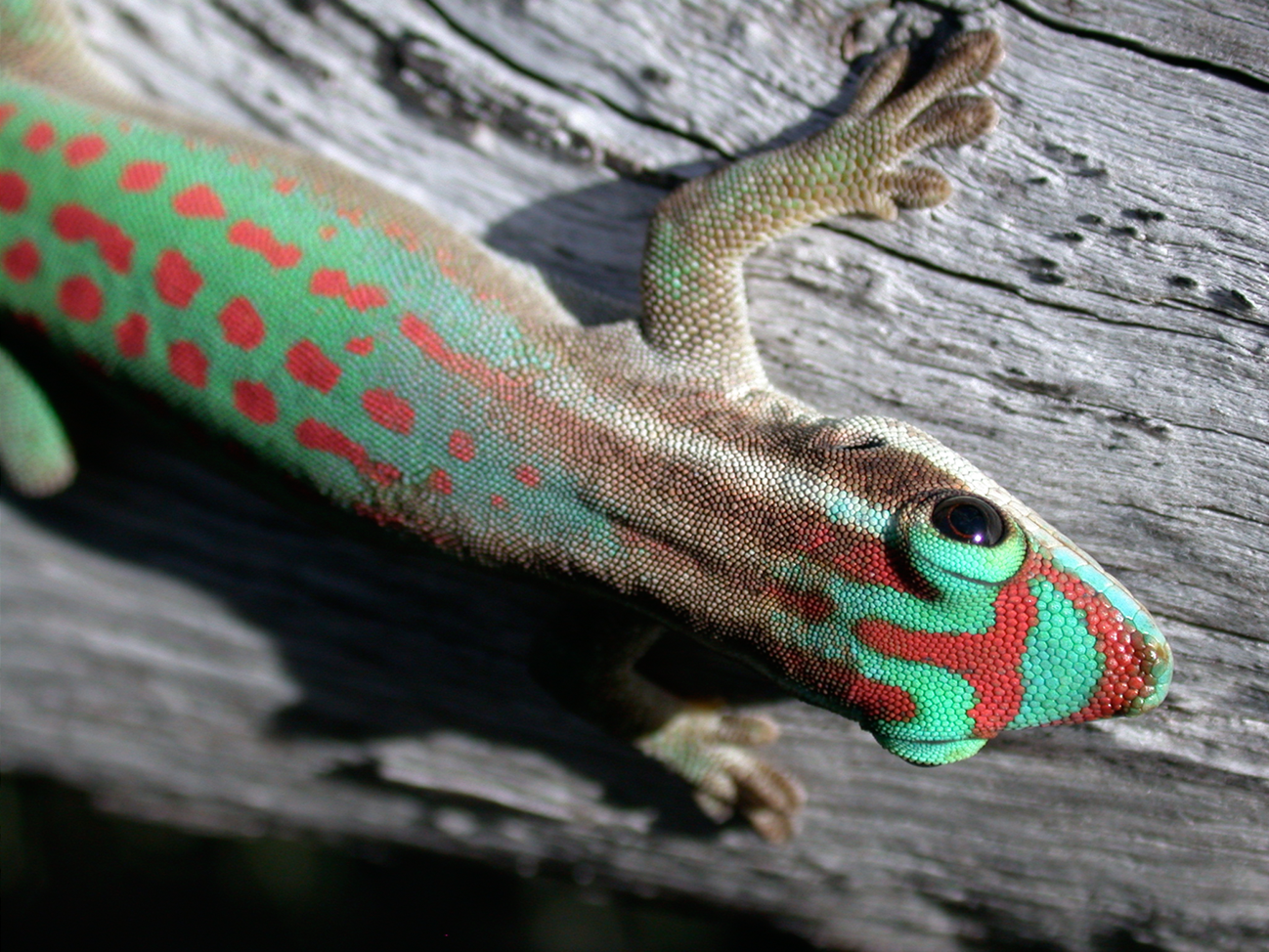